# Вдова Матіас і сини
Завод «Матіас» (повна назва — Акціонерне товариство фабрики виробництва сільськогосподарських машин і знарядь «Вдова Матіас та сини») — колишнє підприємство, що знаходилося в Бердянську.
У 1884 році виходець з Німеччини Іван Матіас, який до цього займався землеробством у бердянської Німецькій колонії, на вулиці Воронцовській відкрив підприємство з виробництва сільськогосподарських машин. Після його смерті заводу перейшов до його дружини О.  Матіас. Підприємство стало називатися «Фабрика сільськогосподарських машин і знарядь „Вдова Матіас і сини“ в Бердянську».
Підприємства займалося виробництвом жаток, плугів, сівалок, соломорізок, винних пресів. Фабрика розвивалася і на кінець XIX ст. у цехах працювало понад 200 осіб. Вироби підприємства були популярною, як в імперії, так і закордоном. Фабрика отримала 8 медалей на різних виставках.
Після смерті О. Матіас назва підприємства не змінилася, власниками стали її сини. У 1911 році в результаті
реорганізації підприємство акціонувалося і отримало назву «Акціонерне товариство фабрики виробництва сільськогосподарських машин і знарядь „Вдова Матіас та сини“». Підприємство успішно розвивалося, на 1913 рік вже працювало близько 500 осіб, займало 8-ме місце за розміром капіталу і 12-те за обсягом обороту із 334-х споріднених підприємств Російської імперії.
З початком Першої світової війни попит на продукцію підприємства став падати. Тому його власники прийняли пропозицію інженера П. Стефанкевича, який вирішив налагодити виробництво літаків. Вони продали йому у лютому 1917 року 70 % акцій.
Стефанкевич запросив фахівців з Петрограда, уклав у квітні цього року договір з Виконавчою комісією при військовому міністрі на виготовлення 600 літаків (100 «Фарман» ХХХ і 500 типу «Альбатрос») у липні 1917 — червні 1918. У травні літаки «Альбатрос», які мали низькі льотні характеристики, була замінені на 200 літаки «Спад» XIV і в червні був укладений контракт на їх випуск у вересні — грудні 1917 року.
Але після укладання контрактів стало зрозуміло, що завод не готовий до такої роботи. Також не було вирішені питання про постачання необхідних матеріалів. Незважаючи на те що кошти перераховувалися, підприємство не змогло розпочати випуск літаків в обумовлені терміни і вони переносилися. У лютому 1918 представники більшовицької уклали договір про кредитування підприємства, але кошти не поступили через відсутність робіт на заводі. У жовтні 1918 року розглядалося питання про передачу заводу до військового відомства Української Держави.
Навесні 1919 року, коли Приазов'ї під владою більшовиків, на заводі було виготовлено шість літаків «Фарман» ХХХ. У березні цього ж року обладнання було вивезене в Росію.
На території, яку займало підприємство, був споруджений завод «Південгідромаш»